# Cilioeme tibialis
Cilioeme tibialis är en skalbaggsart som beskrevs av Karl Adlbauer 2006. Cilioeme tibialis ingår i släktet Cilioeme och familjen långhorningar. Inga underarter finns listade i Catalogue of Life.